# Domènec Borràs i Girbau
Domènec Borràs i Girbau (Barberà del Vallès, 16 de desembre de 1824 – Sabadell, 29 de gener de 1885) fou un teixidor català.

## Biografia
Domènec Borràs va ser vicepresident de la Junta Directiva de la Societat d'Invalidesa i Foment de la Indústria de Sabadell. El 1882 va fer que la Societat d'Invalidesa construís un rengle de cases per a obrers al carrer de Rifós de la Creu Alta. L'any 1885, en morir Domènec Borràs, l'Ajuntament de Sant Pere de Terrassa canvià el nom del carrer de Rifós per carrer de Borràs.